# Bothrops rhombeatus
Espèce
Synonymes
- Bothrocophias rhombeatus (Garcia, 1896)

Bothrops rhombeatus est une espèce de serpents de la famille des Viperidae. 

## Répartition
Cette espèce est endémique du département de Cauca en Colombie.

## Description
C'est un serpent venimeux.

## Publication originale
- Garcia, 1896 : Los Ofidios Venenosos del Cauca. Métodos empíricos y racionales empleados contra los accidentes producidos por la mordedura de esos reptiles. Cali, Librería Colombiana, p. 1-102 (texte intégral).